# City Federal Building
El City Federal Building (originalmente el Comer Building) es un rascacielos ubicado en Second Avenue North en Birmingham, la ciudad más grande del estado de Alabama (Estados Unidos). Fue construido en 1913 y diseñado por el arquitecto William C. Weston. Tiene 27 pisos y 99,06 metros de altura. Fue incluido en el Registro Nacional de Lugares Históricos en 1984.
En el momento en que se completó, era el edificio más alto del Sureste de Estados Unidos. Fue el edificio más alto de Alabama de 1913 a 1969, y el más alto de Birmingham, Alabama hasta la construcción del RSA Trustmark Building en 1972. Actualmente, es el quinto edificio más alto de Birmingham. Sigue siendo el edificio neoclásico más alto del Sur de Estados Unidos. La suite del ático fue durante mucho tiempo el hogar de WSGN Radio, a que fue una las 40 estaciones de radio más influyentes de la región. Desde entonces se ha convertido en espacio comercial y condominios de alta gama. 
El 14 de diciembre de 2005, el famoso letrero de neón rojo del City Federal Building se volvió a encender por primera vez desde mediados de la década de 1990, lo que indica la renovación del edificio. Fue un precursor temprano del resurgimiento del distrito North Side de Birmingham y el resurgimiento de la Segunda Avenida North.